# Holarctias rufinularia
Holarctias rufinularia är en fjärilsart som beskrevs av Otto Staudinger 1901. Holarctias rufinularia ingår i släktet Holarctias och familjen mätare. Inga underarter finns listade i Catalogue of Life.